# Lilly, Do You Want to Know a Secret?
Es el primer episodio de la famosa serie Hannah Montana.

## Sinopsis
La historia comienza con una chica llamada Miley que con sólo ponerse una peluca rubia se transforma en Hannah Montana, una celebridad adolescente. Pero accidentalmente, su secreto es descubierto por Lilly, su mejor amiga, y Miley nunca quiso que Lilly supiera su secreto pues la trataría diferente y así lo hizo hasta el punto de decirle Hannah en vez de Miley pero más tarde estas dos se reconcilian porque Lilly se disculpó.

## Personajes del episodio
- Miley Stewart/Hannah Montana (Miley Cyrus)
- Lilly Truscott (Emily Osment)
- Oliver Oken (Mitchel Musso)
- Jackson Stewart (Jason Earles)
- Robby Ray Stewart (Billy Ray Cyrus)
- Amber Addison (Shanica Knowles)
- Ashley Dewitt (Anna Maria Pérez de Tagle)

## Doblaje

### Latinoaméria
- Miley Stewart/Hannah Montana: Samantha Domínguez
- Lilly Truscott: Mitzi Corona
- Oliver Oken: Abraham Vega
- Jackson Stewart: Javier Olguín
- Robby Ray Stewart: Mario Castañeda
- Amber Addison: Gaby Ugarte
- Ashley Dewitt: Jessica Ángeles
- Sr. Corelli: Luis Daniel Ramírez
- Jake Ryan: Noé Velázquez
- Johnny Collins: Óscar Gómez

Créditos Técnicos:
- Estudio de Doblaje: Diseño en Audio S.A. de C.V., México D.F.
- Director: Arturo Mercado Chacón
- Traductor Adaptador: Luz María Mohar, César Alarcón (Temporada 3).
- Director Creativo: Raúl Aldana
- Doblaje al Español producido por: Disney Character Voices International, Inc

- Datos: Q4809592